# Gelo à deriva

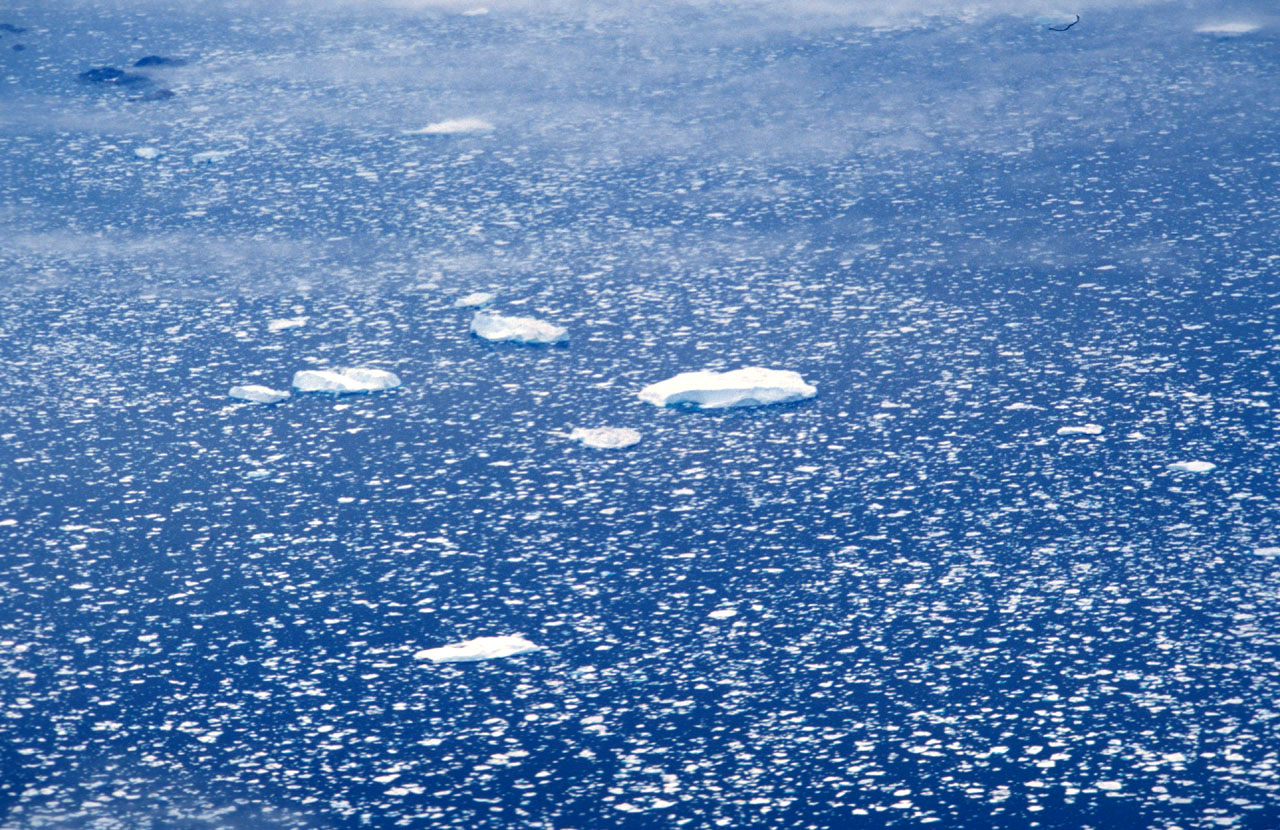
Gelo à deriva na Gronelândia.

Gelo permanente (à esquerda, na costa) versus gelo à deriva (à direita) num cenário hipotético de dinâmica marítima.

Gelo à deriva é qualquer forma de gelo marítimo que não seja permanente, sendo esta segunda anexa ou presa à costa ou a outros objetos fixos, como icebergs aterrados. As formações de gelo, quando estão soltas, deslocam-se em decorrência da ação dos ventos e correntes oceânicas. Quando ela é movida numa única e grande massa (>70% de cobertura), é chamada de bloco de gelo.